# DONUT

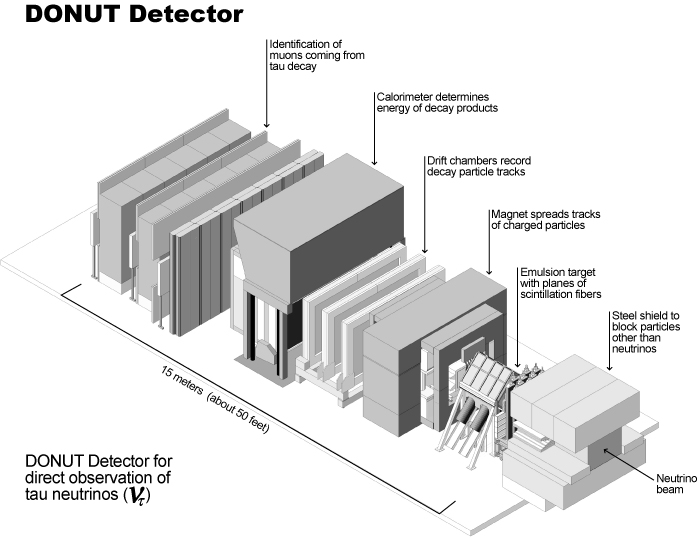
DONUT 검출기의 개략도

DONUT(Direct Observation of the Nu Tau, E872)는 페르미 국립 가속기 연구소에서 타우 중성미자 상호작용을 탐색하기 위해 진행된 실험이다. 이 검출기는 1997년 여름 몇 달 동안 작동하여 타우 중성미자를 성공적으로 검출했다. 이는 표준 모형에 의해 예측된 마지막 렙톤의 존재를 확인시켜주었다. 이 실험에서 얻은 데이터는 타우 중성미자의 자기 모멘트에 대한 상한선을 설정하고 상호작용 단면적을 측정하는 데에도 사용되었다.

## 원리
DONUT에서는 테바트론에 의해 가속된 양성자가 맵시 중간자의 붕괴를 통해 타우 중성미자를 생성하는 데 사용되었다. 자석 및 벌크 물질(대부분 철과 콘크리트) 시스템으로 원치 않는 배경 입자를 최대한 제거한 후, 빔은 여러 장의 핵유제를 통과했다. 매우 드물게 중성미자 중 하나가 검출기에서 상호작용하여, 유제에 눈에 보이는 흔적을 남기고 섬광체와 드리프트 챔버 시스템에 의해 전자적으로 기록될 수 있는 전하를 띤 입자를 생성했다.
전기적 정보를 사용하여 가능한 중성미자 상호작용이 식별되고 추가 분석을 위해 선택되었다. 이는 유제 시트를 사진으로 현상하여 그들을 통과하는 입자가 남긴 모든 흔적이 작은 검은 점으로 나타나도록 하는 것을 의미했다. 이 점들을 연속적인 시트에 연결함으로써 각 입자가 취한 경로가 재구성되고 중성미자 상호작용 가능성이 식별되었다. 중성미자 상호작용의 특징적인 속성은 여러 흔적이 갑자기 나타나고 그들을 따라가는 흔적이 없다는 것이었다. 타우 중성미자는 몇 밀리미터 후 "꺾임"을 보이는 흔적 중 하나로 식별되었는데, 이는 타우 렙톤의 붕괴를 나타낸다.

## 결과
2000년 7월, DONUT 협력단은 타우 중성미자 상호작용의 첫 관측을 발표했다. 이 결과는 단 네 개의 사건을 기반으로 했지만, 신호는 예상 배경(0.34±0.05 사건)을 훨씬 초과했으며, 4×10−4의 p-값을 가졌는데, 이는 약 3.5 시그마에 해당한다. 이는 일반적인 증명의 기준에는 미치지 못하지만, 입자가 존재할 것으로 예상되었기 때문에 일반적으로 받아들여졌다. 2008년 최종 보고서는 총 578개의 중성미자 사건 샘플에서 9개의 타우 중성미자 사건을 식별했다.
그 중요성은 힉스 보손을 제외하고 표준 모형의 유일하게 직접 관측되지 않았던 입자가 타우 중성미자였다는 사실에 있다.
결과 자체 외에도 DONUT은 고에너지 중성미자 검출을 위한 새로운 기술, 특히 핵유제 시트가 철 층과 섞여 상호작용 수가 증가하는 유제 구름 챔버의 유효성을 검증하는 데에도 기여했다.

## 같이 보기
- PMNS 행렬
- Ν